# Greenwood (Missouri)

Mapa pokazuje obszary włączone i nieposiadające osobowości prawnej w hrabstwie Jackson w stanie Missouri, z zaznaczeniem Greenwood na czerwono.

Greenwood – miasto w Stanach Zjednoczonych, w stanie Missouri, w hrabstwie Jackson.